# ランウェイ☆ビート (曲)
「ランウェイ☆ビート」は、2011年3月16日発売のFUNKY MONKEY BABYSの15枚目のシングル。

## 概要
表題曲は、松竹配給映画『ランウェイ☆ビート』の主題歌に使用された。ジャケットには同映画に主演した瀬戸康史と桜庭ななみを起用。
カップリング曲の「サヨナラの向こう側」は、日本テレビ系『ズームイン!!SUPER』の最後のテーマ曲となった。
通常盤と初回限定盤の2形態で発売された。初回盤には「ランウェイ☆ビート」のビデオクリップがDVDとして封入されている。また、ジャケット写真の瀬戸と桜庭が劇中と同じ制服を着用している。
震災の影響でCD市場の売上が大幅に下がったため、初動は1.1万枚と低く出たが、FUNKY MONKEY BABYSのシングルで唯一2週目もオリコンTOP10に入った（合計3週）。

## 収録曲
1. ランウェイ☆ビート [4:36]
  - 作詞・作曲：FUNKY MONKEY BABYS・田中隼人　編曲：田中隼人
2. サヨナラの向こう側 [6:14]
  - 作詞・作曲：FUNKY MONKEY BABYS・YANAGIMAN　編曲：YANAGIMAN
3. ランウェイ☆ビート (instrumental)
4. サヨナラの向こう側 (instrumental)